# Yle Teema
YLE Teema je finský veřejnoprávní televizní kanál, který vlastní a provozuje společnost YLE.
Kanál je zaměřen na kulturu, vědu a vzdělávání.
Je znám pro své Teemalauantai, které se obvykle skládá z dokumentárních filmů a mezinárodních filmů.
Yle Teema začala vysílání dne 27. srpna 2001.